# Botola 2013-14
La Botola 2013/14, fue la 58a edición. Es el torneo de la máxima división del Fútbol de Marruecos. En dicha temporada, participan dieciséis equipos, los catorce mejores de la pasada, más dos provenientes de la segunda división. El campeón defensor fue el Raja Casablanca.
En la última fecha se consagró campeón el Moghreb Tétouan, que junto con el Raja Casablanca habían llegado con igualdad de puntos a la última fecha.
En esa última fecha también se determinó el descenso del AS Salé, que junto con el Wydad Fez perdieron la categoría.
Dado que el Mundial de Clubes del 2014 se realizó en Marruecos, el campeón logró una plaza en el mismo como representante de dicho país.

## Ascensos y descensos
| Pos. | Descendidos de la Botola 2012-13 |
| ---- | -------------------------------- |
| 15.º | CODM Meknès                      |
| 16.º | Raja Beni Mellal                 |

| Pos. | Ascendidos de la Botola 2 2012-13 |
| ---- | --------------------------------- |
| 1.º  | Kawkab Marrakech                  |
| 2.º  | AS Salé                           |

## Equipos participantes
| Club                | Ciudad     | Estadio                    | Capacidad | Temporada pasada |
| ------------------- | ---------- | -------------------------- | --------- | ---------------- |
| AS Salé             | Salé       | Stade Boubker Ammar        | 10 000    | 2° 1. GNF 2      |
| Chabab Rif Hoceima  | Alhucemas  | Stade Mimoun Al Arsi       | 12 000    | 8.°              |
| Difaa El Jadida     | El Jadida  | Stade El Abdi              | 6 000     | 9.°              |
| FAR de Rabat        | Rabat      | Stade Moulay Abdellah      | 52 000    | 2.°              |
| FUS de Rabat        | Rabat      | Stade Moulay Abdellah      | 52 000    | 6.°              |
| Hassania Agadir     | Agadir     | Stade Al Inbiaâte          | 5000      | 10.°             |
| KAC Kenitra         | Kenitra    | Stade Municipal de Kénitra | 15 000    | 14.°             |
| Kawkab Marrakech    | Marrakech  | Stade de Marrakech         | 45 240    | 1.° 1. GNF 2     |
| Maghreb Fez         | Fez        | Fez Stadium                | 45 000    | 3.°              |
| Moghreb Tétouan     | Tetuán     | Stade Saniat Rmel          | 11 000    | 5-°              |
| Olympic Safi        | Safi       | Stade El Massira           | 7000      | 12.°             |
| Olympique Khouribga | Khouribga  | Stade OCP                  | 5 000     | 13.°             |
| Raja Casablanca     | Casablanca | Stade Mohamed V            | 67 000    | 1.° Campeón      |
| RSB Berkane         | Berkan     | Stade Municipal de Berkane | 5000      | 7.°              |
| Widad Fez           | Fez        | Fez Stadium                | 45 000    | 11.°             |
| Wydad Casablanca    | Casablanca | Stade Mohamed V            | 67 000    | 4.°              |

### Distribución geográfica
| Región                    | Cantidad | Clubes                            |
| ------------------------- | -------- | --------------------------------- |
| Rabat-Salé-Zemur-Zaer     | 3        | AS Salé FAR de Rabat FUS de Rabat |
| Gran Casablanca           | 2        | Raja Casablanca Wydad Casablanca  |
| Dukala-Abda               | 2        | Difaa El Jadida Olympic Safi      |
| Fez-Bulman                | 2        | Widad Fez Moghreb Fes             |
| Sus-Masa-Draa             | 1        | Hassania Agadir                   |
| Garb-Chrarda-Beni Hsen    | 1        | KAC Kenitra                       |
| Chauia-Uardiga            | 1        | Olympique Khouribga               |
| La Oriental               | 1        | RSB Berkane                       |
| Taza-Alhucemas-Taunat     | 1        | Chabab Rif Hoceima                |
| Tánger-Tetuán             | 1        | Moghreb Tétouan                   |
| Marrakech-Tensift-Al Hauz | 1        | Kawkab Marrakech                  |

## Modo de disputa
El torneo se disputará mediante el sistema de todos contra todos, donde cada equipo jugará contra los demás dos veces, una como local, y otra como visitante.
Cada equipo recibe tres puntos por partido ganado, un punto en caso de empate, y ninguno si pierde.
Al finalizar el torneo, aquel equipo con mayor cantidad de puntos se consagrará campeón y obtendrá la posibilidad de disputar la siguiente edición de la Liga de Campeones de la CAF junto con el segundo ubicado. El tercer equipo clasificará a la Copa Confederación de la CAF.
Los equipos que queden ubicados en las últimas dos posiciones descenderán automáticamente a la segunda división.
En esta edición, el campeón, además de obtener un pasaje a la Liga de Campeones, tiene la posibilidad de disputar la Copa Mundial de Clubes de la FIFA 2014.

## Tabla de posiciones
| Pos  | Equipo                | PJ | PG | PE | PP | GF | GC | Dif | Pts |
| ---- | --------------------- | -- | -- | -- | -- | -- | -- | --- | --- |
| 1.°  | Moghreb Tétouan (C)   | 30 | 16 | 10 | 4  | 36 | 25 | 11  | 58  |
| 2.°  | Raja Casablanca       | 30 | 16 | 7  | 7  | 40 | 15 | 25  | 55  |
| 3.°  | Kawkab Marrakech      | 30 | 11 | 15 | 4  | 30 | 19 | 11  | 48  |
| 4.°  | FUS Rabat             | 30 | 12 | 12 | 6  | 31 | 20 | 11  | 48  |
| 5.°  | Difaa El Jadida       | 30 | 10 | 15 | 5  | 29 | 20 | 9   | 45  |
| 6.°  | Wydad Casablanca      | 30 | 11 | 12 | 7  | 34 | 28 | 6   | 45  |
| 7.°  | FAR Rabat             | 30 | 9  | 13 | 8  | 30 | 29 | 1   | 40  |
| 8.°  | Hassania Agadir       | 30 | 10 | 8  | 12 | 36 | 43 | -5  | 38  |
| 9.°  | RSB Berkane           | 30 | 6  | 17 | 7  | 24 | 22 | 2   | 35  |
| 10.° | Chabab Rif Hoceima 1  | 30 | 10 | 6  | 14 | 24 | 31 | -7  | 35  |
| 11.° | KAC Kenitra           | 30 | 6  | 14 | 10 | 21 | 31 | -10 | 32  |
| 12.° | Olympique Khouribga 2 | 30 | 8  | 9  | 13 | 22 | 32 | -10 | 31  |
| 13.° | Olympic Safi          | 30 | 7  | 12 | 11 | 28 | 30 | -2  | 33  |
| 15.° | Maghreb Fez           | 30 | 7  | 10 | 13 | 27 | 36 | -9  | 31  |
| 15.° | AS Salé               | 30 | 6  | 11 | 13 | 25 | 33 | -8  | 29  |
| 16.° | Wydad Fez             | 30 | 5  | 11 | 14 | 26 | 41 | -15 | 26  |

     Clasificado al Mundial de Clubes 2014 y a la Liga de Campeones de la CAF 2015.

     Clasificado a la Liga de Campeones de la CAF 2015.

     Clasificado a la Copa Confederación de la CAF 2015.

     Descendido a la GNF 2.
- Leyenda: (C): Campeón; PJ: Partidos jugados; PG: Partidos ganados; PE: Partidos empatados; PP: Partidos perdidos; GF: Goles a favor; GC: Goles en contra; Dif: Diferencia de goles; Pts: Puntos; (D) Descendido.

1:Se le restó un punto.

2:Se le restaron dos puntos.

## Jornadas
| FAR Rabat          | 0 - 1 | FUS Rabat           | 23 de agosto | Stade Moulay Abdellah      |
| AS Salé            | 2 - 2 | Hassania Agadir     | 24 de agosto | Stade Boubker Ammar        |
| RSB Berkane        | 0 - 1 | Moghreb Tétouan     | 25 de agosto | Stade Municipal de Berkane |
| Raja Casablanca    | 1 - 1 | Olympic Safi        | 25 de agosto | Stade Mohamed V            |
| Chabab Rif Hoceima | 1 - 2 | Maghreb Fez         | 25 de agosto | Stade Mimoun Al Arsi       |
| Difaa El Jadida    | 0 - 0 | Wydad Casablanca    | 26 de agosto | Stade El Abdi              |
| Wydad Fez          | 1 - 1 | Kawkab Marrakech    | 26 de agosto | Fez Stadium                |
| KAC Kenitra        | 1 - 1 | Olympique Khouribga | 27 de agosto | Stade Municipal de Kénitra |

| Olympic Safi        | 0 - 1 | RSB Berkane        | 30 de agosto    | Stade El Massira      |
| Maghreb Fez         | 1 - 1 | FAR Rabat          | 31 de agosto    | Fez Stadium           |
| Moghreb Tétouan     | 1 - 0 | Chabab Rif Hoceima | 31 de agosto    | Fez Stadium           |
| Hassania Agadir     | 1 - 0 | Difaa El Jadida    | 1 de septiembre | Stade Al Inbiaâte     |
| Kawkab Marrakech    | 1 - 0 | AS Salé            | 1 de septiembre | Stade de Marrakech    |
| Wydad Casablanca    | 3 - 0 | KAC Kenitra        | 1 de septiembre | Stade Mohamed V       |
| Olympique Khouribga | 1 - 0 | Raja Casablanca    | 1 de septiembre | Stade OCP             |
| FUS Rabat           | 0 - 0 | Wydad Fez          | 4 de septiembre | Stade Moulay Abdellah |

| fecha Kenitra      | 1 - 1 | Raja Casablanca     | 20 de septiembre | Stade Municipal de Kénitra |
| Wydad Fez          | 3 - 4 | Maghreb Fez         | 21 de septiembre | Fez Stadium                |
| Chabab Rif Hoceima | 1 - 1 | Olympic Safi        | 21 de septiembre | Stade Mimoun Al Arsi       |
| Wydad Casablanca   | 1 - 2 | Hassania Agadir     | 21 de septiembre | Stade Mohamed V            |
| Difaa El Jadida    | 3 - 0 | Kawkab Marrakech    | 22 de septiembre | Stade El Abdi              |
| FAR Rabat          | 1 - 3 | Moghreb Tétouan     | 22 de septiembre | Stade Moulay Abdellah      |
| RSB Berkane        | 1 - 1 | Olympique Khouribga | 22 de septiembre | Stade Municipal de Berkane |
| AS Salé            | 1 - 1 | FUS Rabat           | 13 de octubre    | Stade Boubker Ammar        |

| Maghreb Fez         | 0 - 2 | AS Salé            | 27 de septiembre | Fez Stadium           |
| Moghreb Tétouan     | 1 - 0 | Wydad Fez          | 28 de septiembre | Stade Saniat Rmel     |
| Olympic Safi        | 1 - 2 | FAR Rabat          | 28 de septiembre | Stade El Massira      |
| Hassania Agadir     | 2 - 2 | KAC Kenitra        | 29 de septiembre | Stade Al Inbiaâte     |
| Kawkab Marrakech    | 2 - 0 | Wydad Casablanca   | 29 de septiembre | Stade de Marrakech    |
| Olympique Khouribga | 0 - 0 | Chabab Rif Hoceima | 29 de septiembre | Stade OCP             |
| Raja Casablanca     | 0 - 0 | RSB Berkane        | 29 de septiembre | Stade Mohamed V       |
| FUS Rabat           | 1 - 1 | Difaa El Jadida    | 30 de septiembre | Stade Moulay Abdellah |

| Hassania Agadir    | 3 - 4 | Kawkab Marrakech    | 4 de octubre  | Stade Al Inbiaâte          |
| FAR Rabat          | 0 - 0 | Olympique Khouribga | 5 de octubre  | Stade Moulay Abdellah      |
| Wydad Fez          | 1 - 3 | Olympic Safi        | 5 de octubre  | Fez Stadium                |
| KAC Kenitra        | 2 - 0 | RSB Berkane         | 5 de octubre  | Stade Municipal de Kénitra |
| AS Salé            | 0 - 1 | Moghreb Tétouan     | 6 de octubre  | Stade Boubker Ammar        |
| Chabab Rif Hoceima | 0 - 2 | Raja Casablanca     | 6 de octubre  | Stade Mimoun Al Arsi       |
| Difaa El Jadida    | 1 - 0 | Maghreb Fez         | 7 de octubre  | Stade El Abdi              |
| Wydad Casablanca   | 2 - 0 | FUS Rabat           | 23 de octubre | Stade Mohamed V            |

| Olympique Khouribga | 2 - 1 | Wydad Fez          | 25 de octubre | Stade OCP                  |
| RSB Berkane         | 0 - 2 | Chabab Rif Hoceima | 26 de octubre | Stade Municipal de Berkane |
| Kawkab Marrakech    | 1 - 0 | KAC Kenitra        | 27 de octubre | Stade de Marrakech         |
| Maghreb Fez         | 0 - 1 | Wydad Casablanca   | 27 de octubre | Fez Stadium                |
| Moghreb Tétouan     | 0 - 0 | Difaa El Jadida    | 27 de octubre | Stade Saniat Rmel          |
| Olympic Safi        | 1 - 1 | AS Salé            | 27 de octubre | Stade El Massira           |
| Raja Casablanca     | 1 - 0 | FAR Rabat          | 27 de octubre | Stade Mohamed V            |
| FUS Rabat           | 2 - 2 | Hassania Agadir    | 28 de octubre | Stade Moulay Abdellah      |

| FAR Rabat        | 0 - 0 | RSB Berkane         | 1 de noviembre | Stade Moulay Abdellah      |
| Kawkab Marrakech | 1 - 1 | FUS Rabat           | 2 de noviembre | Stade de Marrakech         |
| AS Salé          | 0 - 0 | Olympique Khouribga | 2 de noviembre | Stade Boubker Ammar        |
| Wydad Casablanca | 2 - 2 | Moghreb Tétouan     | 2 de noviembre | Stade Mohamed V            |
| Hassania Agadir  | 2 - 1 | Maghreb Fez         | 3 de noviembre | Stade Al Inbiaâte          |
| Difaa El Jadida  | 1 - 1 | Olympic Safi        | 3 de noviembre | Stade El Abdi              |
| Wydad Fez        | 0 - 1 | Raja Casablanca     | 3 de noviembre | Fez Stadium                |
| KAC Kenitra      | 1 - 0 | Chabab Rif Hoceima  | 3 de noviembre | Stade Municipal de Kénitra |

| Maghreb Fez         | 1 - 1 | Kawkab Marrakech | 8 de noviembre  | Fez Stadium                |
| FUS Rabat           | 1 - 1 | KAC Kenitra      | 9 de noviembre  | Stade Moulay Abdellah      |
| Olympic Safi        | 2 - 2 | Wydad Casablanca | 9 de noviembre  | Stade El Massira           |
| Raja Casablanca     | 2 - 1 | AS Salé          | 9 de noviembre  | Stade Mohamed V            |
| RSB Berkane         | 2 - 0 | Wydad Fez        | 9 de noviembre  | Stade Municipal de Berkane |
| Moghreb Tétouan     | 1 - 1 | Hassania Agadir  | 10 de noviembre | Stade Saniat Rmel          |
| Olympique Khouribga | 1 - 1 | Difaa El Jadida  | 10 de noviembre | Stade OCP                  |
| Chabab Rif Hoceima  | 2 - 1 | FAR Rabat        | 10 de noviembre | Stade Mimoun Al Arsi       |

| Wydad Fez        | 0 - 0 | Chabab Rif Hoceima  | 15 de noviembre | Fez Stadium                |
| Hassania Agadir  | 2 - 1 | Olympic Safi        | 16 de noviembre | Stade Al Inbiaâte          |
| Kawkab Marrakech | 2 - 1 | Moghreb Tétouan     | 17 de noviembre | Stade de Marrakech         |
| Wydad Casablanca | 3 - 1 | Olympique Khouribga | 17 de noviembre | Stade Mohamed V            |
| AS Salé          | 1 - 2 | RSB Berkane         | 17 de noviembre | Stade Boubker Ammar        |
| KAC Kenitra      | 0 - 0 | FAR Rabat           | 17 de noviembre | Stade Municipal de Kénitra |
| FUS Rabat        | 3 - 0 | Maghreb Fez         | 20 de noviembre | Stade Moulay Abdellah      |
| Difaa El Jadida  | 1 - 0 | Raja Casablanca     | 28 de noviembre | Stade El Abdi              |

| Chabab Rif Hoceima  | 1 - 0 | AS Salé          | 22 de noviembre | Stade Mimoun Al Arsi       |
| FAR Rabat           | 0 - 1 | Wydad Fez        | 23 de noviembre | Stade Moulay Abdellah      |
| Olympic Safi        | 1 - 0 | Kawkab Marrakech | 23 de noviembre | Stade El Massira           |
| Olympique Khouribga | 0 - 0 | Hassania Agadir  | 23 de noviembre | Stade OCP                  |
| RSB Berkane         | 0 - 0 | Difaa El Jadida  | 24 de noviembre | Stade Municipal de Berkane |
| Raja Casablanca     | 1 - 1 | Wydad Casablanca | 24 de noviembre | Stade Mohamed V            |
| Maghreb Fez         | 0 - 1 | KAC Kenitra      | 24 de noviembre | Fez Stadium                |
| Moghreb Tétouan     | 0 - 0 | FUS Rabat        | 25 de noviembre | Stade Saniat Rmel          |

| Wydad Casablanca | 3 - 2 | RSB Berkane         | 29 de noviembre | Stade Mohamed V            |
| AS Salé          | 1 - 2 | FAR Rabat           | 30 de noviembre | Stade Boubker Ammar        |
| FUS Rabat        | 1 - 0 | Olympic Safi        | 30 de noviembre | Stade Moulay Abdellah      |
| Kawkab Marrakech | 0 -0  | Olympique Khouribga | 1 de diciembre  | Stade de Marrakech         |
| KAC Kenitra      | 1 - 0 | Wydad Fez           | 1 de diciembre  | Stade Municipal de Kénitra |
| Maghreb Fez      | 1 - 1 | Moghreb Tétouan     | 1 de diciembre  | Fez Stadium                |
| Difaa El Jadida  | 2 - 1 | Chabab Rif Hoceima  | 2 de diciembre  | Stade El Abdi              |
| Hassania Agadir  | 1 - 0 | Raja Casablanca     | 3 de diciembre  | Stade Al Inbiaâte          |

| Olympic Safi        | 1 - 1 | Maghreb Fez      | 6 de diciembre | Stade El Massira           |
| Moghreb Tétouan     | 0 - 0 | KAC Kenitra      | 7 de diciembre | Stade Saniat Rmel          |
| Wydad Fez           | 1 - 0 | AS Salé          | 7 de diciembre | Fez Stadium                |
| Olympique Khouribga | 1 - 1 | FUS Rabat        | 8 de diciembre | Stade OCP                  |
| RSB Berkane         | 1 - 0 | Hassania Agadir  | 8 de diciembre | Stade Municipal de Berkane |
| Chabab Rif Hoceima  | 2 - 0 | Wydad Casablanca | 8 de diciembre | Stade Mimoun Al Arsi       |
| FAR Rabat           | 1 - 0 | Difaa El Jadida  | 8 de diciembre | Stade Moulay Abdellah      |
| Raja Casablanca     | 0 - 0 | Kawkab Marrakech | 2 de enero     | Stade Mohamed V            |

| KAC Kenitra      | 1 - 1 | AS Salé             | 13 de diciembre | Stade Municipal de Kénitra |
| Moghreb Tétouan  | 2 - 1 | Olympic Safi        | 15 de diciembre | Stade Saniat Rmel          |
| Wydad Casablanca | 2 - 1 | FAR Rabat           | 15 de diciembre | Stade Mohamed V            |
| Kawkab Marrakech | 0 - 0 | RSB Berkane         | 15 de diciembre | Stade de Marrakech         |
| Difaa El Jadida  | 4 - 1 | Wydad Fez           | 15 de diciembre | Stade El Abdi              |
| Maghreb Fez      | 3 - 1 | Olympique Khouribga | 16 de diciembre | Fez Stadium                |
| Hassania Agadir  | 1 - 0 | Chabab Rif Hoceima  | 2 de enero      | Stade Al Inbiaâte          |
| FUS Rabat        | 1 - 0 | Raja Casablanca     | 1 de febrero    | Stade Moulay Abdellah      |

| Chabab Rif Hoceima  | 0 - 1 | Kawkab Marrakech | 21 de diciembre | Stade Mimoun Al Arsi       |
| RSB Berkane         | 1 - 1 | FUS Rabat        | 22 de diciembre | Stade Municipal de Berkane |
| AS Salé             | 1 - 0 | Difaa El Jadida  | 22 de diciembre | Stade Boubker Ammar        |
| FAR Rabat           | 3 - 0 | Hassania Agadir  | 22 de diciembre | Stade Moulay Abdellah      |
| KAC Kenitra         | 1 - 1 | Olympic Safi     | 22 de diciembre | Stade Municipal de Kénitra |
| Olympique Khouribga | 1 - 2 | Moghreb Tétouan  | 23 de diciembre | Stade OCP                  |
| Wydad Fez           | 0 - 2 | Wydad Casablanca | 23 de diciembre | Fez Stadium                |
| Raja Casablanca     | 1 - 0 | Maghreb Fez      | 19 de febrero   | Stade Mohamed V            |

| FUS Rabat        | 2 - 0 | Chabab Rif Hoceima  | 27 de diciembre | Stade Moulay Abdellah |
| Moghreb Tétouan  | 1 - 0 | Raja Casablanca     | 28 de diciembre | Stade Saniat Rmel     |
| Hassania Agadir  | 4 - 3 | Wydad Fez           | 28 de diciembre | Stade Al Inbiaâte     |
| Maghreb Fez      | 1 - 4 | RSB Berkane         | 28 de diciembre | Fez Stadium           |
| Difaa El Jadida  | 2 - 1 | KAC Kenitra         | 29 de diciembre | Stade El Abdi         |
| Olympic Safi     | 2 - 0 | Olympique Khouribga | 29 de diciembre | Stade El Massira      |
| Kawkab Marrakech | 1 - 0 | FAR Rabat           | 29 de diciembre | Stade de Marrakech    |
| Wydad Casablanca | 1 - 1 | AS Salé             | 29 de diciembre | Stade Mohamed V       |

| RSB Berkane        | 0 - 0 | Olympic Safi        | 8 de febrero | Stade Municipal de Berkane |
| Wydad Fez          | 0 - 1 | FUS Rabat           | 8 de febrero | Fez Stadium                |
| Chabab Rif Hoceima | 2 - 1 | Moghreb Tétouan     | 9 de febrero | Stade Mimoun Al Arsi       |
| AS Salé            | 0 - 3 | Kawkab Marrakech    | 9 de febrero | Stade Boubker Ammar        |
| KAC Kenitra        | 1 - 1 | Wydad Casablanca    | 9 de febrero | Stade Municipal de Kénitra |
| Difaa El Jadida    | 1 - 0 | Hassania Agadir     | 12 de marzo  | Stade El Abdi              |
| Raja Casablanca    | 1 - 0 | Olympique Khouribga | 12 de marzo  | Stade Mohamed V            |
| FAR Rabat          | 2 - 1 | Maghreb Fez         | 13 de marzo  | Stade Moulay Abdellah      |

| Maghreb Fez         | 0 - 0 | Wydad Fez          | 15 de febrero | Fez Stadium           |
| Hassania Agadir     | 1 - 0 | Wydad Casablanca   | 15 de febrero | Stade Al Inbiaâte     |
| Olympic Safi        | 1 - 2 | Chabab Rif Hoceima | 16 de febrero | Stade El Massira      |
| Olympique Khouribga | 1 - 0 | RSB Berkane        | 16 de febrero | Stade OCP             |
| FUS Rabat           | 1 - 0 | AS Salé            | 16 de febrero | Stade Moulay Abdellah |
| Raja Casablanca     | 5 - 0 | KAC Kenitra        | 19 de marzo   | Stade Mohamed V       |
| Kawkab Marrakech    | 0 - 0 | Difaa El Jadida    | 2 de abril    | Stade de Marrakech    |
| Moghreb Tétouan     | 1 - 1 | FAR Rabat          | 2 de abril    | Stade Saniat Rmel     |

| Wydad Fez          | 1 - 2 | Moghreb Tétouan     | 21 de febrero | Fez Stadium                |
| Chabab Rif Hoceima | 1 - 0 | Olympique Khouribga | 22 de febrero | Stade Mimoun Al Arsi       |
| KAC Kenitra        | 0 - 0 | Hassania Agadir     | 22 de febrero | Stade Municipal de Kénitra |
| Wydad Casablanca   | 0 - 0 | Kawkab Marrakech    | 22 de febrero | Stade Mohamed V            |
| AS Salé            | 1 - 0 | Maghreb Fez         | 23 de febrero | Stade Boubker Ammar        |
| FAR Rabat          | 3 - 2 | Olympic Safi        | 23 de febrero | Stade Moulay Abdellah      |
| RSB Berkane        | 1 - 1 | Raja Casablanca     | 23 de febrero | Stade Municipal de Berkane |
| Difaa El Jadida    | 1 - 0 | FUS Rabat           | 23 de febrero | Stade El Abdi              |

| Kawkab Marrakech    | 2 - 0 | Hassania Agadir    | 1 de marzo  | Stade de Marrakech         |
| Moghreb Tétouan     | 2 - 1 | AS Salé            | 1 de marzo  | Stade Saniat Rmel          |
| Olympique Khouribga | 0 - 1 | FAR Rabat          | 2 de marzo  | Stade OCP                  |
| Olympic Safi        | 0 - 1 | Wydad Fez          | 2 de marzo  | Stade El Massira           |
| RSB Berkane         | 0 - 0 | KAC Kenitra        | 2 de marzo  | Stade Municipal de Berkane |
| FUS Rabat           | 0 - 0 | Wydad Casablanca   | 2 de marzo  | Stade Moulay Abdellah      |
| Raja Casablanca     | 3 - 1 | Chabab Rif Hoceima | 27 de marzo | Stade Mohamed V            |
| Maghreb Fez         | 2 - 2 | Difaa El Jadida    | 9 de abril  | Fez Stadium                |

| Wydad Fez          | 0 - 1 | Olympique Khouribga | 7 de marzo  | Fez Stadium                |
| KAC Kenitra        | 0 - 0 | Kawkab Marrakech    | 8 de marzo  | Stade Municipal de Kénitra |
| Hassania Agadir    | 2 - 1 | FUS Rabat           | 8 de marzo  | Stade Al Inbiaâte          |
| AS Salé            | 0 - 0 | Olympic Safi        | 9 de marzo  | Stade Boubker Ammar        |
| Chabab Rif Hoceima | 1 - 0 | RSB Berkane         | 9 de marzo  | Stade Mimoun Al Arsi       |
| FAR Rabat          | 1 - 3 | Raja Casablanca     | 16 de abril | Stade Moulay Abdellah      |
| Wydad Casablanca   | 0 - 0 | Maghreb Fez         | 23 de abril | Stade Mohamed V            |
| Difaa El Jadida    | 1 - 1 | Moghreb Tétouan     | 30 de abril | Stade El Abdi              |

| Moghreb Tétouan     | 1 - 0 | Wydad Casablanca | 14 de marzo | Stade Saniat Rmel          |
| Chabab Rif Hoceima  | 0 - 1 | KAC Kenitra      | 15 de marzo | Stade Mimoun Al Arsi       |
| FUS Rabat           | 0 - 0 | Kawkab Marrakech | 15 de marzo | Stade Moulay Abdellah      |
| RSB Berkane         | 1 - 1 | FAR Rabat        | 16 de marzo | Stade Municipal de Berkane |
| Olympique Khouribga | 1 - 1 | AS Salé          | 16 de marzo | Stade OCP                  |
| Olympic Safi        | 1 - 1 | Difaa El Jadida  | 16 de marzo | Stade El Massira           |
| Raja Casablanca     | 4 - 0 | Wydad Fez        | 16 de marzo | Stade Mohamed V            |
| Maghreb Fez         | 3 - 1 | Hassania Agadir  | 17 de marzo | Fez Stadium                |

| Wydad Fez        | 0 - 0 | RSB Berkane         | 22 de marzo | Fez Stadium                |
| Wydad Casablanca | 1 - 0 | Olympic Safi        | 22 de marzo | Stade Mohamed V            |
| FAR Rabat        | 1 - 1 | Chabab Rif Hoceima  | 22 de marzo | Stade Moulay Abdellah      |
| Kawkab Marrakech | 1 - 0 | Maghreb Fez         | 23 de marzo | Stade de Marrakech         |
| KAC Kenitra      | 2 - 3 | FUS Rabat           | 23 de marzo | Stade Municipal de Kénitra |
| AS Salé          | 1 - 0 | Raja Casablanca     | 23 de marzo | Stade Boubker Ammar        |
| Hassania Agadir  | 1 - 2 | Moghreb Tétouan     | 23 de marzo | Stade Al Inbiaâte          |
| Difaa El Jadida  | 1 - 0 | Olympique Khouribga | 7 de mayo   | Stade El Abdi              |

| Moghreb Tétouan     | 2 - 0 | Kawkab Marrakech | 29 de marzo | Stade Saniat Rmel          |
| Maghreb Fez         | 1 - 1 | FUS Rabat        | 29 de marzo | Fez Stadium                |
| Olympic Safi        | 1 - 0 | Hassania Agadir  | 30 de marzo | Stade El Massira           |
| RSB Berkane         | 2 - 2 | AS Salé          | 30 de marzo | Stade Municipal de Berkane |
| FAR Rabat           | 0 - 0 | KAC Kenitra      | 30 de marzo | Stade Moulay Abdellah      |
| Olympique Khouribga | 0 - 2 | Wydad Casablanca | 30 de marzo | Stade OCP                  |
| Chabab Rif Hoceima  | 1 - 1 | Wydad Fez        | 1 de abril  | Stade Mimoun Al Arsi       |
| Raja Casablanca     | 1 - 0 | Difaa El Jadida  | 11 de mayo  | Stade Mohamed V            |

| KAC Kenitra      | 0 - 1 | Maghreb Fez         | 5 de abril | Stade Municipal de Kénitra |
| Hassania Agadir  | 0 - 1 | Olympique Khouribga | 5 de abril | Stade Al Inbiaâte          |
| Difaa El Jadida  | 0 - 0 | RSB Berkane         | 6 de abril | Stade El Abdi              |
| AS Salé          | 1 - 0 | Chabab Rif Hoceima  | 6 de abril | Stade Boubker Ammar        |
| Wydad Casablanca | 0 - 2 | Raja Casablanca     | 6 de abril | Stade Mohamed V            |
| FUS Rabat        | 1 - 0 | Moghreb Tétouan     | 6 de abril | Stade Moulay Abdellah      |
| Kawkab Marrakech | 1 - 1 | Olympic Safi        | 7 de abril | Stade de Marrakech         |
| Wydad Fez        | 1 - 1 | FAR Rabat           | 7 de abril | Fez Stadium                |

| FAR Rabat           | 1 - 0 | AS Salé          | 12 de abril | Stade Moulay Abdellah      |
| RSB Berkane         | 3 - 0 | Wydad Casablanca | 12 de abril | Stade Municipal de Berkane |
| Raja Casablanca     | 3 - 1 | Hassania Agadir  | 12 de abril | Stade Mohamed V            |
| Olympic Safi        | 1 - 0 | FUS Rabat        | 13 de abril | Stade El Massira           |
| Olympique Khouribga | 0 - 4 | Kawkab Marrakech | 13 de abril | Stade OCP                  |
| Chabab Rif Hoceima  | 1 - 0 | Difaa El Jadida  | 13 de abril | Stade Mimoun Al Arsi       |
| Wydad Fez           | 2 - 3 | KAC Kenitra      | 13 de abril | Fez Stadium                |
| Moghreb Tétouan     | 1 - 1 | Maghreb Fez      | 14 de abril | Stade Saniat Rmel          |

| Maghreb Fez      | 1 - 0 | Olympic Safi        | 19 de abril | Fez Stadium                |
| Wydad Casablanca | 2 - 0 | Chabab Rif Hoceima  | 19 de abril | Stade Mohamed V            |
| AS Salé          | 0 - 0 | Wydad Fez           | 19 de abril | Stade Boubker Ammar        |
| KAC Kenitra      | 0 - 1 | Moghreb Tétouan     | 20 de abril | Stade Municipal de Kénitra |
| Kawkab Marrakech | 0 - 0 | Raja Casablanca     | 20 de abril | Stade de Marrakech         |
| FUS Rabat        | 0 - 2 | Olympique Khouribga | 20 de abril | Stade Moulay Abdellah      |
| Hassania Agadir  | 2 - 2 | RSB Berkane         | 21 de abril | Stade Al Inbiaâte          |
| Difaa El Jadida  | 1 - 1 | FAR Rabat           | 14 de mayo  | Stade El Abdi              |

| Olympic Safi        | 1 - 1 | Moghreb Tétouan  | 26 de abril | Stade El Massira           |
| Raja Casablanca     | 1 - 0 | FUS Rabat        | 26 de abril | Stade Mohamed V            |
| Chabab Rif Hoceima  | 1 - 1 | Hassania Agadir  | 26 de abril | Stade Mimoun Al Arsi       |
| Olympique Khouribga | 2 - 1 | Maghreb Fez      | 27 de abril | Stade OCP                  |
| RSB Berkane         | 0 - 0 | Kawkab Marrakech | 27 de abril | Stade Municipal de Berkane |
| FAR Rabat           | 1 - 1 | Wydad Casablanca | 27 de abril | Stade Moulay Abdellah      |
| AS Salé             | 1 - 0 | KAC Kenitra      | 27 de abril | Stade Boubker Ammar        |
| Wydad Fez           | 0 - 0 | Difaa El Jadida  | 21 de mayo  | Fez Stadium                |

| Olympic Safi     | 1 - 0 | KAC Kenitra         | 3 de mayo | Stade El Massira      |
| FUS Rabat        | 0 - 0 | RSB Berkane         | 3 de mayo | Stade Moulay Abdellah |
| Wydad Casablanca | 1 - 1 | Wydad Fez           | 3 de mayo | Stade Mohamed V       |
| Moghreb Tétouan  | 2 - 0 | Olympique Khouribga | 4 de mayo | Stade Saniat Rmel     |
| Maghreb Fez      | 0 - 1 | Raja Casablanca     | 4 de mayo | Fez Stadium           |
| Hassania Agadir  | 1 - 2 | FAR Rabat           | 4 de mayo | Stade Al Inbiaâte     |
| Difaa El Jadida  | 3 - 2 | AS Salé             | 4 de mayo | Stade El Abdi         |
| Kawkab Marrakech | 1 - 2 | Chabab Rif Hoceima  | 5 de mayo | Stade de Marrakech    |

| Chabab Rif Hoceima  | 1 - 3 | FUS Rabat        | 17 de mayo | Stade Mimoun Al Arsi       |
| Wydad Fez           | 2 - 1 | Hassania Agadir  | 17 de mayo | Fez Stadium                |
| Olympique Khouribga | 2 - 1 | Olympic Safi     | 18 de mayo | Stade OCP                  |
| AS Salé             | 2 - 2 | Wydad Casablanca | 18 de mayo | Stade Boubker Ammar        |
| KAC Kenitra         | 1 - 1 | Difaa El Jadida  | 18 de mayo | Stade Municipal de Kénitra |
| Raja Casablanca     | 5 - 0 | Moghreb Tétouan  | 18 de mayo | Stade Mohamed V            |
| RSB Berkane         | 0 - 0 | Maghreb Fez      | 18 de mayo | Stade Municipal de Berkane |
| FAR Rabat           | 1 - 1 | Kawkab Marrakech | 19 de mayo | Stade Moulay Abdellah      |

| Hassania Agadir     | 2 - 1 | AS Salé            | 25 de mayo | Stade Al Inbiaâte     |
| Moghreb Tétouan     | 2 - 1 | RSB Berkane        | 25 de mayo | Stade Saniat Rmel     |
| Olympic Safi        | 1 - 0 | Raja Casablanca    | 25 de mayo | Stade El Massira      |
| Maghreb Fez         | 1 - 0 | Chabab Rif Hoceima | 25 de mayo | Fez Stadium           |
| Kawkab Marrakech    | 2 - 2 | Wydad Fez          | 25 de mayo | Stade de Marrakech    |
| Olympique Khouribga | 2 - 0 | KAC Kenitra        | 25 de mayo | Stade OCP             |
| FUS Rabat           | 2 - 1 | FAR Rabat          | 26 de mayo | Stade Moulay Abdellah |
| Wydad Casablanca    | 1 - 1 | Difaa El Jadida    | 26 de mayo | Stade Mohamed V       |